# Rahonavis
Rahonavis és un gènere de teròpodes semblants a ocells del Cretaci superior (Maastrichtià, entre 72,1 i 66 milions d'anys) del que ara és el nord-oest de Madagascar. Es coneix per un esquelet parcial (UA 8656) trobat per Catherine Forster i els seus col·legues a les roques de la Formació Maevarano en una pedrera prop de Berivotra, província de Mahajanga. Rahonavis era un petit depredador, d'uns 70 centímetres i entre 0,45 i 2,27 kg de pes, amb la típica urpa de falç aixecada semblant a un dromaesàurid al segon dit.
El nom Rahonavis significa "ocell amenaçador dels núvols", del malgaix rahona (RA-hoo-na, "núvol" o "amenaça") + avis llatí "ocell". El nom específic, R. ostromi, va ser encunyat en honor de John Ostrom.

## Descobriment i espècies
Les restes fossilitzades de Rahonavis van ser recuperades per primera vegada de la Formació Maevarano a Madagascar l'any 1995 per una expedició conjunta de SUNY i la Universitat d'Antananarivo, prop del poble de Berivotra. La majoria de formacions geològiques d'aquesta zona estan cobertes d'herba densa, cosa que dificulta la identificació dels fòssils. Tanmateix, quan una part del vessant va ser exposada pel foc, es van revelar les restes d'un titanosaure gegant. Va ser durant l'excavació d'aquesta troballa que els paleontòlegs van descobrir els ossos de Rahonavis entre els ossos del dinosaure molt més gran. Rahonavis es coneix per aquest únic exemplar, format per les extremitats posteriors, el tronc, parts de la cua (totes les quals es van trobar articulades), així com porcions dels ossos de l'ala i de l'espatlla. Rahonavis era una cinquena part més gran que l'Archeopteryx, molt relacionat, aproximadament de la mida d'un corb modern.
Els descobridors de Rahonavis inicialment el van anomenar Rahona, però van canviar el nom després de descobrir que el nom de Rahona ja estava assignat a un gènere d'arnes limantriides.
Malgrat la manca de parents ben documentats d'aquesta espècie, també es va trobar una vèrtebra toràcica (NMC 50852) semblant a les de R. ostromi als llits de Kem Kem d'Albian del Cenomanià al Marroc. Sense la columna vertebral del Rahonavis i amb un forat vertebral més gran, sembla que pertany a un gènere diferent. Encara que el caràcter anterior pot variar en espècies del mateix gènere, en vèrtebres individuals del mateix animal i ontogenèticament, la distància en l'espai i el temps suggereix que sigui quin sigui aquest exemplar, no pertany a Rahonavis.
S'ha trobat un dentari associat a l'holotip, encara que poques vegades es descriu.